# Premier League de 2014–15
A Primeira divisão do Campeonato Inglês de Futebol da temporada 2014–2015 foi a 113ª edição da principal divisão do futebol inglês (23ª como Premier League). Foi disputada com o mesmo regulamento dos anos anteriores, quando foi implementado o sistema de pontos corridos. A temporada começou no sábado, 16 agosto de 2014 e se encerrou no domingo, 25 de maio de 2015.

## Regulamento
A Premier League é disputada por 20 clubes em dois turnos. Em cada turno, todos os times jogaram entre si uma única vez. Os jogos do segundo turno serão realizados na mesma ordem do primeiro, apenas com o mando de campo invertido. Não há campeões por turnos, sendo declarado campeão da Inglaterra o time que obtiver o maior número de pontos após as 38 rodadas.

### Critérios de desempate
Caso haja empate de pontos entre dois clubes, os critérios de desempates serão aplicados na seguinte ordem:
1. Saldo de gols
2. Gols marcados
3. Confronto direto

## Participantes
| Pos | Rebaixados da Premier League 2013–14 |
| --- | ------------------------------------ |
| 18º | Norwich City                         |
| 19º | Fulham                               |
| 20º | Cardiff City                         |

| Pos. | Promovidos da The Championship 2013–14 |
| ---- | -------------------------------------- |
| 1º   | Leicester City                         |
| 2º   | Burnley                                |
| 3º   | Queens Park Rangers                    |

### Informações das equipes
| Equipe               | Cidade              | Em 2013–14             | Estádio              | Capacidade | Fornecedor     | Patrocínio         | Títulos (último) |
| -------------------- | ------------------- | ---------------------- | -------------------- | ---------- | -------------- | ------------------ | ---------------- |
| Arsenal              | Londres             | 4º (Primeira divisão)  | Emirates Stadium     | 60 361     | Puma           | Fly Emirates       | 13 (2003–04)     |
| Aston Villa          | Birmingham          | 15º (Primeira divisão) | Villa Park           | 42 640     | Macron         | Dafabet            | 7 (1980–81)      |
| Burnley              | Burnley             | 2º (Segunda Divisão)   | Turf Moor            | 22 546     | Puma           | Fun88              | 2 (1959–60)      |
| Chelsea              | Londres             | 3º (Primeira divisão)  | Stamford Bridge      | 41 798     | Adidas         | Samsung            | 4 (2009–10)      |
| Crystal Palace       | Londres             | 11º (Primeira divisão) | Selhurst Park        | 26 255     | Macron         | Neteller           | 0 (não possui)   |
| Everton              | Liverpool           | 5º (Primeira divisão)  | Goodison Park        | 40 157     | Umbro          | Chang Beer         | 9 (1987–88)      |
| Hull City            | Kingston upon Hull  | 16º (Primeira divisão) | KC Stadium           | 25 400     | Umbro          | Cash Converters    | 0 (não possui)   |
| Queens Park Rangers  | Londres             | 3º (Segunda Divisão)   | Loftus Road          | 18 439     | Nike           | Air Asia           | 0 (não possui)   |
| Leicester City       | Leicester           | 1º (Segunda Divisão)   | King Power Stadium   | 32 500     | Puma           | King Power         | 0 (não possui)   |
| Liverpool            | Liverpool           | 2º (Primeira divisão)  | Anfield Road         | 45 276     | Warrior Sports | Standard Chartered | 18 (1989–90)     |
| Manchester City      | Manchester          | 1º (Primeira divisão)  | Etihad Stadium       | 47 805     | Nike           | Etihad             | 4 (2013–14)      |
| Manchester United    | Manchester          | 7º (Primeira divisão)  | Old Trafford         | 75 731     | Nike           | Chevrolet          | 20 (2012–13)     |
| Newcastle United     | Newcastle upon Tyne | 10º (Primeira divisão) | St. James' Park      | 52 405     | Puma           | Wonga.com          | 4 (1926–27)      |
| Southampton          | Southampton         | 8º (Primeira divisão)  | Saint Mary's Stadium | 32 689     | Brandless      | Veho               | 0 (não possui)   |
| Stoke City           | Stoke-on-Trent      | 9º (Primeira divisão)  | Britannia Stadium    | 27 740     | Warrior Sports | bet365             | 0 (não possui)   |
| Sunderland           | Sunderland          | 14º (Primeira divisão) | Stadium of Light     | 48 707     | Adidas         | Bidvest            | 6 (1935-36)      |
| Swansea City         | Swansea             | 12º (Primeira divisão) | Liberty Stadium      | 20 750     | Adidas         | Goldenway Group    | 0 (não possui)   |
| Tottenham Hotspur    | Londres             | 6º (Primeira divisão)  | White Hart Lane      | 36 284     | Under Armour   | HP                 | 2 (1960–61)      |
| West Bromwich Albion | West Bromwich       | 17º (Primeira divisão) | The Hawthorns        | 26 445     | Adidas         | Intuit Quickbooks  | 1 (1919–20)      |
| West Ham United      | Londres             | 13º (Primeira divisão) | Upton Park           | 35 016     | Adidas         | Alpari             | 0 (não possui)   |

## Classificação
| Pos | Equipe                  | Pts | J  | V  | E  | D  | GP | GC | SG  | Classificação ou descenso                                    |
| --- | ----------------------- | --- | -- | -- | -- | -- | -- | -- | --- | ------------------------------------------------------------ |
| 1   | Chelsea (C)             | 87  | 38 | 26 | 9  | 3  | 73 | 32 | +41 | Fase de Grupo da Liga dos Campeões da UEFA de 2015–16        |
| 2   | Manchester City         | 79  | 38 | 24 | 7  | 7  | 83 | 38 | +45 | Fase de Grupo da Liga dos Campeões da UEFA de 2015–16        |
| 3   | Arsenal                 | 75  | 38 | 22 | 9  | 7  | 71 | 36 | +35 | Fase de Grupo da Liga dos Campeões da UEFA de 2015–16        |
| 4   | Manchester United       | 70  | 38 | 20 | 10 | 8  | 62 | 37 | +25 | Play-offs da Liga dos Campeões da UEFA de 2015–16            |
| 5   | Tottenham               | 64  | 38 | 19 | 7  | 12 | 58 | 53 | +5  | Fase de Grupos da Liga Europa da UEFA de 2015–16             |
| 6   | Liverpool               | 62  | 38 | 18 | 8  | 12 | 52 | 48 | +4  | Fase de Grupos da Liga Europa da UEFA de 2015–16             |
| 7   | Southampton             | 60  | 38 | 18 | 6  | 14 | 54 | 33 | +21 | Qualificação para a terceira pré-eliminatória da Liga Europa |
| 8   | Swansea City            | 56  | 38 | 16 | 8  | 14 | 46 | 49 | −3  |                                                              |
| 9   | Stoke City              | 54  | 38 | 15 | 9  | 14 | 48 | 45 | +3  |                                                              |
| 10  | Crystal Palace          | 48  | 38 | 13 | 9  | 16 | 47 | 51 | −4  |                                                              |
| 11  | Everton                 | 47  | 38 | 12 | 11 | 15 | 48 | 50 | −2  |                                                              |
| 12  | West Ham                | 47  | 38 | 12 | 11 | 15 | 44 | 47 | −3  | Qualificação para a primeira pré-eliminatória da Liga Europa |
| 13  | West Bromwich           | 44  | 38 | 11 | 11 | 16 | 38 | 51 | −13 |                                                              |
| 14  | Leicester               | 41  | 38 | 11 | 8  | 19 | 46 | 55 | −9  |                                                              |
| 15  | Newcastle               | 39  | 38 | 10 | 9  | 19 | 40 | 63 | −23 |                                                              |
| 16  | Sunderland              | 38  | 38 | 7  | 17 | 14 | 31 | 53 | −22 |                                                              |
| 17  | Aston Villa             | 38  | 38 | 10 | 8  | 20 | 31 | 57 | −26 |                                                              |
| 18  | Hull City (R)           | 35  | 38 | 8  | 11 | 19 | 33 | 51 | −18 | Zona de rebaixamento à Football League Championship          |
| 19  | Burnley (R)             | 33  | 38 | 7  | 12 | 19 | 28 | 53 | −25 | Zona de rebaixamento à Football League Championship          |
| 20  | Queens Park Rangers (R) | 30  | 38 | 8  | 6  | 24 | 42 | 73 | −31 | Zona de rebaixamento à Football League Championship          |

1. 1 2  Como os vencedores daFA Cup de 2014–15,o Arsenal, e os vencedores daCopa da Liga de Futebol de 2014–15,o Chelsea, se classificaram para a Liga dos Campeões com base na posição na liga, a vaga concedida aos vencedores da FA Cup (fase de grupos da Liga Europa) foi passada para o sexto colocado,o Liverpool, e a vaga concedida aos vencedores da Copa da Liga (terceira rodada de qualificação da Liga Europa) foi passada para o sétimo colocado,o Southampton, uma vez que essas equipes foram as primeiras equipes na tabela que ainda não se classificaram para nenhuma competição europeia.
2. ↑  A Inglaterra recebeu uma vaga extra de qualificação para a primeira fase de qualificação da Liga Europa como uma das três principais associações no ranking Respeito Fair Play da UEFA . .[3] A vaga foi dada ao West Ham United após terminar no topo da tabela Fair Play da Premier League.[4][5]

## Confrontos
| Mandante \ Visitante | ARS | AVL | BUR | CHE | CRY | EVE | HUL | LEI | LIV | MCI | MUN | NEW | QPR | SOU | STK | SUN | SWA | TOT | WBA | WHU |
| -------------------- | --- | --- | --- | --- | --- | --- | --- | --- | --- | --- | --- | --- | --- | --- | --- | --- | --- | --- | --- | --- |
| Arsenal              | —   | 5–0 | 3–0 | 0–0 | 2–1 | 2–0 | 2–2 | 2–1 | 4–1 | 2–2 | 1–2 | 4–1 | 2–1 | 1–0 | 3–0 | 0–0 | 0–1 | 1–1 | 4–1 | 3–0 |
| Aston Villa          | 0–3 | —   | 0–1 | 1–2 | 0–0 | 3–2 | 2–1 | 2–1 | 0–2 | 0–2 | 1–1 | 0–0 | 3–3 | 1–1 | 1–2 | 0–0 | 0–1 | 1–2 | 2–1 | 1–0 |
| Burnley              | 0–1 | 1–1 | —   | 1–3 | 2–3 | 1–3 | 1–0 | 0–1 | 0–1 | 1–0 | 0–0 | 1–1 | 2–1 | 1–0 | 0–0 | 0–0 | 0–1 | 0–0 | 2–2 | 1–3 |
| Chelsea              | 2–0 | 3–0 | 1–1 | —   | 1–0 | 1–0 | 2–0 | 2–0 | 1–1 | 1–1 | 1–0 | 2–0 | 2–1 | 1–1 | 2–1 | 3–1 | 4–2 | 3–0 | 2–0 | 2–0 |
| Crystal Palace       | 1–2 | 0–1 | 0–0 | 1–2 | —   | 0–1 | 0–2 | 2–0 | 3–1 | 2–1 | 1–2 | 1–1 | 3–1 | 1–3 | 1–1 | 1–3 | 1–0 | 2–1 | 0–2 | 1–3 |
| Everton              | 2–2 | 3–0 | 1–0 | 3–6 | 2–3 | —   | 1–1 | 2–2 | 0–0 | 1–1 | 3–0 | 3–0 | 3–1 | 1–0 | 0–1 | 0–2 | 0–0 | 0–1 | 0–0 | 2–1 |
| Hull City            | 1–3 | 2–0 | 0–1 | 2–3 | 2–0 | 2–0 | —   | 0–1 | 1–0 | 2–4 | 0–0 | 0–3 | 2–1 | 0–1 | 1–1 | 1–1 | 0–1 | 1–2 | 0–0 | 2–2 |
| Leicester            | 1–1 | 1–0 | 2–2 | 1–3 | 0–1 | 2–2 | 0–0 | —   | 1–3 | 0–1 | 5–3 | 3–0 | 5–1 | 2–0 | 0–1 | 0–0 | 2–0 | 1–2 | 0–1 | 2–1 |
| Liverpool            | 2–2 | 0–1 | 2–0 | 1–2 | 1–3 | 1–1 | 0–0 | 2–2 | —   | 2–1 | 1–2 | 2–0 | 2–1 | 2–1 | 1–0 | 0–0 | 4–1 | 3–2 | 2–1 | 2–0 |
| Manchester City      | 0–2 | 3–2 | 2–2 | 1–1 | 3–0 | 1–0 | 1–1 | 2–0 | 3–1 | —   | 1–0 | 5–0 | 6–0 | 2–0 | 0–1 | 3–2 | 2–1 | 4–1 | 3–0 | 2–0 |
| Manchester United    | 1–1 | 3–1 | 3–1 | 1–1 | 1–0 | 2–1 | 3–0 | 3–1 | 3–0 | 4–2 | —   | 3–1 | 4–0 | 0–1 | 2–1 | 2–0 | 1–2 | 3–0 | 0–1 | 2–1 |
| Newcastle            | 1–2 | 1–0 | 3–3 | 2–1 | 3–3 | 3–2 | 2–2 | 1–0 | 1–0 | 0–2 | 0–1 | —   | 1–0 | 1–2 | 1–1 | 0–1 | 2–3 | 1–3 | 1–1 | 2–0 |
| Queens Park Rangers  | 1–2 | 2–0 | 2–0 | 0–1 | 0–0 | 1–2 | 0–1 | 3–2 | 2–3 | 2–2 | 0–2 | 2–1 | —   | 0–1 | 2–2 | 1–0 | 1–1 | 1–2 | 3–2 | 0–0 |
| Southampton          | 2–0 | 6–1 | 2–0 | 1–1 | 1–0 | 3–0 | 2–0 | 2–0 | 0–2 | 0–3 | 1–2 | 4–0 | 2–1 | —   | 1–0 | 8–0 | 0–1 | 2–2 | 0–0 | 0–0 |
| Stoke City           | 3–2 | 0–1 | 1–2 | 0–2 | 1–2 | 2–0 | 1–0 | 0–1 | 6–1 | 1–4 | 1–1 | 1–0 | 3–1 | 2–1 | —   | 1–1 | 2–1 | 3–0 | 2–0 | 2–2 |
| Sunderland           | 0–2 | 0–4 | 2–0 | 0–0 | 1–4 | 1–1 | 1–3 | 0–0 | 0–1 | 1–4 | 1–1 | 1–0 | 0–2 | 2–1 | 3–1 | —   | 0–0 | 2–2 | 0–0 | 1–1 |
| Swansea City         | 2–1 | 1–0 | 1–0 | 0–5 | 1–1 | 1–1 | 3–1 | 2–0 | 0–1 | 2–4 | 2–1 | 2–2 | 2–0 | 0–1 | 2–0 | 1–1 | —   | 1–2 | 3–0 | 1–1 |
| Tottenham            | 2–1 | 0–1 | 2–1 | 5–3 | 0–0 | 2–1 | 2–0 | 4–3 | 0–3 | 0–1 | 0–0 | 1–2 | 4–0 | 1–0 | 1–2 | 2–1 | 3–2 | —   | 0–1 | 2–2 |
| West Bromwich        | 0–1 | 1–0 | 4–0 | 3–0 | 2–2 | 0–2 | 1–0 | 2–3 | 0–0 | 1–3 | 2–2 | 0–2 | 1–4 | 1–0 | 1–0 | 2–2 | 2–0 | 0–3 | —   | 1–2 |
| West Ham             | 1–2 | 0–0 | 1–0 | 0–1 | 1–3 | 1–2 | 3–0 | 2–0 | 3–1 | 2–1 | 1–1 | 1–0 | 2–0 | 1–3 | 1–1 | 1–0 | 3–1 | 0–1 | 1–1 | —   |

## Estatísticas
| Pos. | Jogador           | Equipe              | Gols |
| ---- | ----------------- | ------------------- | ---- |
| 1    | Sergio Agüero     | Manchester City     | 26   |
| 2    | Harry Kane        | Tottenham           | 21   |
| 3    | Diego Costa       | Chelsea             | 20   |
| 4    | Charlie Austin    | Queens Park Rangers | 18   |
| 5    | Alexis Sánchez    | Arsenal             | 16   |
| 6    | Olivier Giroud    | Arsenal             | 14   |
| 6    | Saido Berahino    | West Bromwich       | 14   |
| 6    | Eden Hazard       | Chelsea             | 14   |
| 9    | Christian Benteke | Aston Villa         | 13   |
| 10   | David Silva       | Manchester City     | 12   |
| 10   | Graziano Pellè    | Southampton         | 12   |
| 10   | Wayne Rooney      | Manchester United   | 12   |

| Pos. | Jogador          | Equipe       | Assists. |
| ---- | ---------------- | ------------ | -------- |
| 1    | Cesc Fàbregas    | Chelsea      | 15       |
| 2    | Leighton Baines  | Everton      | 8        |
| 2    | Gylfi Sigurðsson | Swansea City | 8        |
| 3    | Dušan Tadić      | Southampton  | 7        |
| 3    | Oscar            | Chelsea      | 7        |
| 3    | Alexis Sánchez   | Arsenal      | 7        |
| 3    | Stewart Downing  | West Ham     | 7        |

### Hat-tricks
| Jogador          | Time                | Adversário          | Resultado | Data                   |
| ---------------- | ------------------- | ------------------- | --------- | ---------------------- |
| Diego Costa      | Chelsea             | Swansea City        | 4–2       | 13 de setembro de 2014 |
| Sergio Agüero    | Manchester City     | Tottenham           | 4–1       | 18 de outubro de 2014  |
| Charlie Austin   | Queens Park Rangers | West Bromwich       | 3–2       | 20 de dezembro de 2014 |
| Jonathan Walters | Stoke City          | Queens Park Rangers | 3–1       | 31 de janeiro de 2015  |
| Harry Kane       | Tottenham           | Queens Park Rangers | 4-3       | 21 de março de 2015    |